# Stereofoni
Stereofoni, eller ofte blot Stereo er en lydgengivelse, der har to eller flere lydkanaler, som afspilles samtidig gennem separate højttalere. I almen brug af ordet "stereo" menes som regel "to kanaler", men det er ikke nødvendigvis en præcis betegnelse. Tidligere blev lydbilledet ofte opdelt i to adskilte dele (eksempelvis vokal i en kanal og instrumenter i den anden kanal), men i dag indebærer brugen af stereo at lydbilledet generelt tilføres en dybde og mulighed for at retningsbestemme hvor lyden kommer fra.
Danmarks Radio begyndte at sende stereofoni efter pilottonesystemet i 1966. Program 3 dog først fra 1972. I 1988 begyndte TV2 med stereolyd efter NICAM systemet, der senere også blev indført på DR TV.